# London Dial-a-Ride

Logotipo de Dial-a-Ride.

London Dial-a-Ride (traducible como Pide un viaje) es una rama de Transport for London (TfL) que provee servicio de transporte de puerta a puerta para personas con discapacidad de corto o problemas de salud y que son incapaces, o virtualmente incapaces de usar el transporte público convencional.

## Flota
- Minibus Mercedes Sprinter 312D
- Ford Transit
- Minibuses Optare de suelo bajo
- Dormobile DP16F, 2FS2
- Strachans DP16F, 1FS1
- Carlyle B20F, 3FS3

## Imágenes

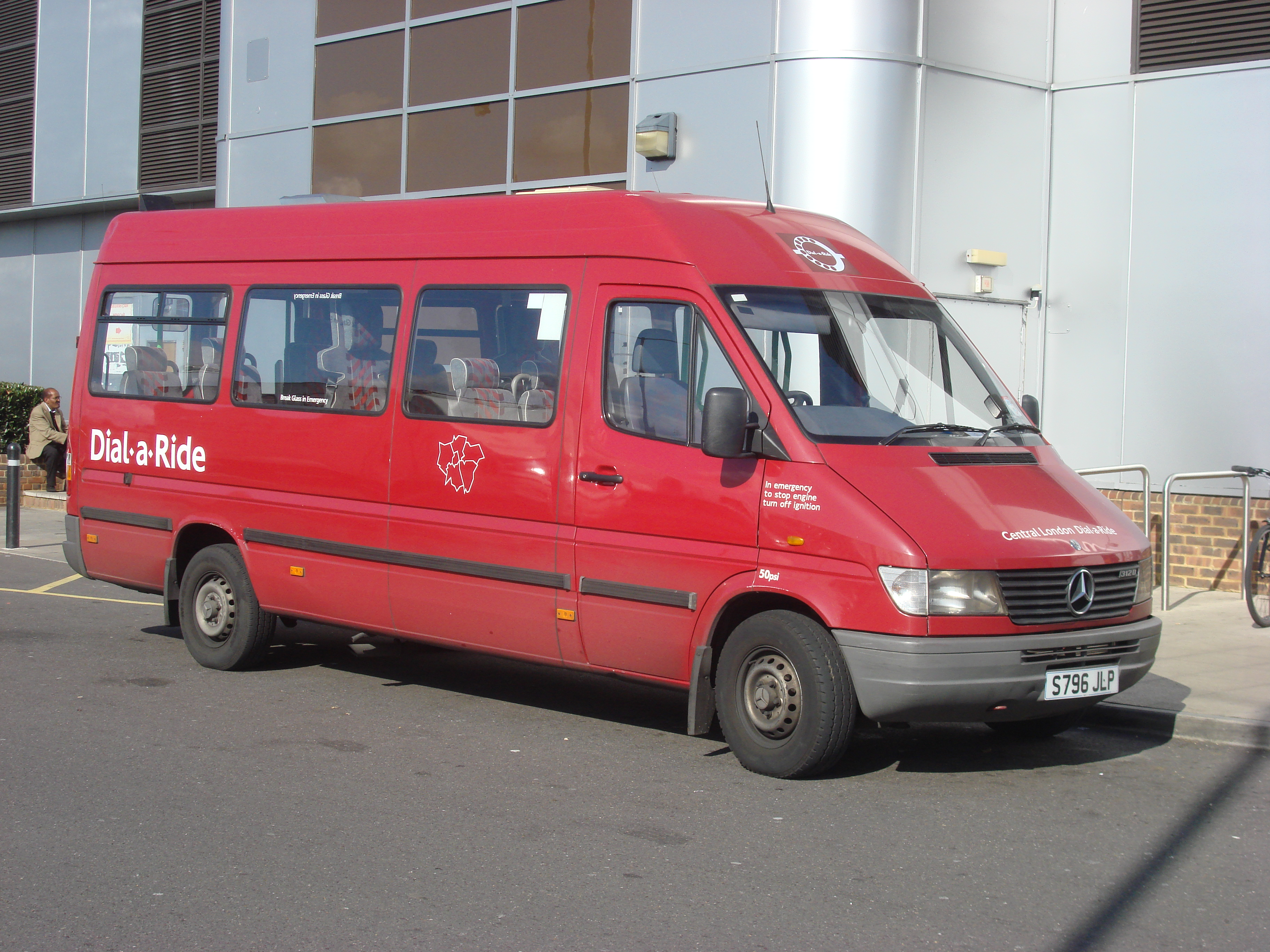
Minibús Mercedes-Benz Sprinter.
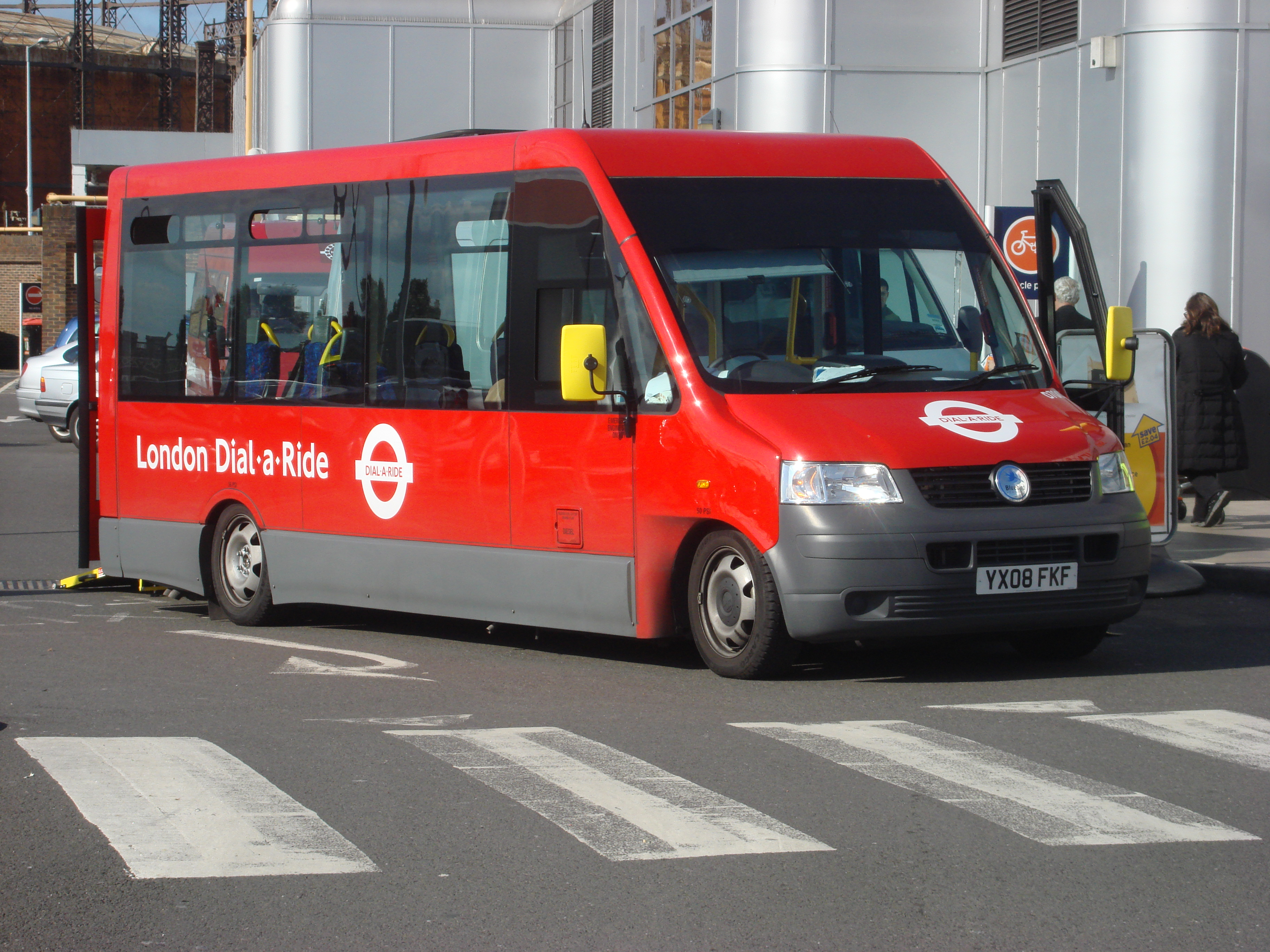
Nuevo minibús de suelo bajo.